# Tombali (region)
Tombali je region v jižní části Guineje-Bissau. Hlavní město regionu je Catió.

## Sektory

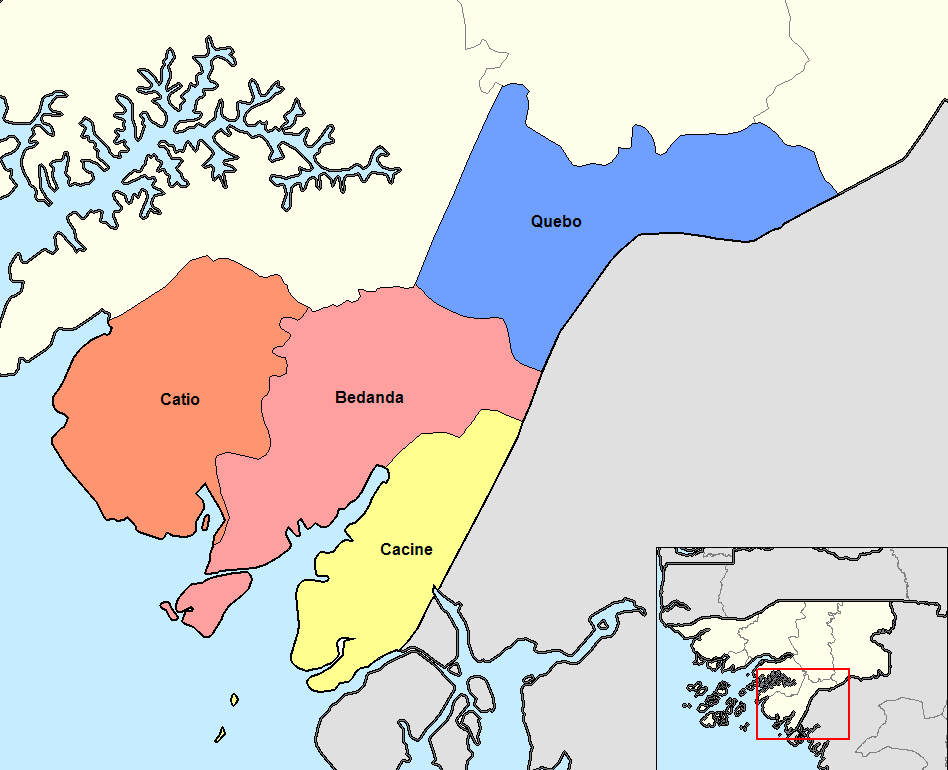
Sektory regionu Tombali

Tombali se dělí do 4 sektorů:
- Bedanda
- Cacine
- Catió
- Quebo